# Кельн-Райзік
Кельн-Райзік (нім. Kölln-Reisiek) — громада в Німеччині, розташована в землі Шлезвіг-Гольштейн. Входить до складу району Піннеберг. Складова частина об'єднання громад Ельмсгорн-Ланд.
Площа — 6,77 км2. Населення становить 3426 ос. (станом на 31 грудня 2020).